# エレクトリック・アウトレット
『エレクトリック・アウトレット』（Electric Outlet）は、アメリカ合衆国のジャズ・ギタリスト、ジョン・スコフィールドが1984年に発表したスタジオ・アルバム。

## 解説
1984年当時、スコフィールドはマイルス・デイヴィスのグループで活動していたが、新たにグラマヴィジョン・レコードとの契約を得て、本作を制作した。
本作のデモ・テープは、タスカムの4トラックのテープレコーダーや、ドラムマシンを使用した自宅録音とのことで、最終的には、スコフィールドがシンセサイザーで作ったベース・パートに、その他の楽器をオーバー・ダビングする形でレコーディングされた。サイドマンのうちスティーヴ・ジョーダンは、スコフィールドの前スタジオ・アルバム『フーズ・フー?』（1979年）にも参加している。
スコット・ヤナウはオールミュージックにおいて5点満点中3点を付け「ジョン・スコフィールドが1980年代に残した音楽（殆どはグラマヴィジョンのための録音）は、ファンクとポスト・バップの即興演奏を一体化させていた」「魅力的な音楽である」と評している。

## 収録曲
全曲ともジョン・スコフィールド作曲。
| #  | タイトル                                        | 作詞 | 作曲・編曲 | 時間 |
| -- | ----------------------------------------------- | ---- | ---------- | ---- |
| 1. | 「ジャスト・マイ・ラック - "Just My Luck"」     |      |            | 5:20 |
| 2. | 「ビッグ・ブレイク - "Big Break"」              |      |            | 5:18 |
| 3. | 「ベスト・ウエスタン - "Best Western"」         |      |            | 5:42 |
| 4. | 「ピック・ヒッツ - "Pick Hits"」                |      |            | 6:05 |
| 5. | 「フィリバスター - "Filibuster"」               |      |            | 5:55 |
| 6. | 「サンクス・アゲイン - "Thanks Again"」         |      |            | 4:53 |
| 7. | 「キング・フォー・ア・デイ - "King for a Day"」 |      |            | 2:31 |
| 8. | 「フォーン・ホーム - "Phone Home"」             |      |            | 5:10 |

## パーソネル
- ジョン・スコフィールド - エレクトリック・ギター、シンセベース
- デイヴィッド・サンボーン - アルト・サクソフォーン
- レイ・アンダーソン - トロンボーン
- ピート・レヴィン - シンセサイザー
- スティーヴ・ジョーダン - ドラムス